# Al Kahir
Al Kahir (arab. Zdobywca) – egipski rakietowy pocisk balistyczny krótkiego zasięgu. Jeden z trzech pocisków rozwijanych do 1966 z pomocą Republiki Federalnej Niemiec, obok Al Zafir i Al Raid.

## Historia

### Rozwój
Prace nad pociskiem rozpoczęto w 1958 roku, a testy przeprowadzano w latach 1962–1973. Wykorzystywał on wiele rozwiązań z rakiet V2, gdyż początkowo był rozwijany przez specjalistów wcześniej pracujących dla hitlerowskiej Luftwaffe, uprowadzonych przez Mosad w ramach operacji Damokles. Z uwagi na rozwój projektu i naciski RFN, po 1964 praktycznie nie brali oni udziału w pracach i opuścili Egipt.
Pocisk został pierwszy raz pokazany publicznie w trakcie defilady wojskowej w Kairze 23 lipca 1963. Pocisk umieszczono na ciężarówce MAZ-200, w malowaniu Zjednoczonej Republiki Arabskiej.
Odnotowano sześć niebojowych startów tego pocisku:
- z poligonu Al Kahir[a]
  1. 21 lipca 1962
  2. 21 lipca 1962 – oba pociski osiągnęły wysokość ok. 50 km
  3. 1 maja 1963 – osiągnął wysokość 80 km (lot meteorologiczny)
- z poligonu Jabal Hamzah[a]
  1. 23 września 1971
  2. 6 października 1973
  3. 6 października 1973 – wszystkie 3 pociski osiągnęły wysokość 3 km

### Użycie bojowe
Mimo zadeklarowania masowej produkcji (500 szt.), program Al Kahir bez udziału Niemców miał problemy rozwojowe. Egipscy inżynierowie starali się modyfikować rakiety według rozwiązań sprzed II wojny światowej. Kłopoty powiększyła recesja z 1964 roku. W chwili wybuchu wojny sześciodniowej w 1967, Egipt mógł mieć jedynie kilka takich rakiet. Nie wiadomo, by któraś z nich została użyta. Kilka kolejnych lat spędziły w magazynach. W 1971 roku pociski zostały ponownie przetestowane i zakonserwowane.
Gdy w 1973 nadciągała wojna Jom Kipur, Anwar as-Sadat kazał przygotować rakiety do walki. Okazało się jednak, że nie mają one sprawnych układów naprowadzania, a rodzimym technikom nie udało się naprawić ani zreplikować nowych urządzeń. Rakiety zostały wysłane na zachodni brzeg kanału Sueskiego jako pociski niekierowane. Cały zapas rakiet został wystrzelony w kierunku izraelskich umocnień Bar-Lew na półwyspie Synaj, ale żaden z nich nie trafił. Rozrzut był tak duży, że wywiad izraelski miał problem z ustaleniem, co było celem ataku.

## Budowa
Al Kahir był prostą konstrukcją z aluminiowym szkieletem i poszyciem, opierającym się o silnik (na magazynowalne paliwo ciekłe – alkohol i ciekły tlen) rakiet III Rzeszy, jak V2 i, Wasserfall, i francuską rakietę meteorologiczną EOLE. Zbiorniki paliwa i utleniacza miały równą pojemność. Dół rakiety wieńczyły 4 metalowe stateczniki. Kierunek ciągu sterowany był 4 talerzami ablacyjnymi w dyszy wylotowej.
Odłamkowo-burząca głowica o masie 220 kg nie oddzielała się od rakiety, która również uderzała w cel.